# Architekt wnętrz
Architekt wnętrz, projektant wnętrz – specjalista w dziedzinie kształtowania wnętrz, który zajmuje się wystrojem i wyposażeniem ruchomym z uwzględnieniem funkcji pomieszczenia.
Architekci wnętrz biorą pod uwagę wiele czynników, takich jak układ pomieszczeń, wybór materiałów, kolory, oświetlenie, meble i dekoracje, aby stworzyć przestrzenie, które są ergonomiczne, estetyczne i odpowiadające określonym funkcjom. Ich praca może obejmować projektowanie pomieszczeń mieszkalnych, biurowych, handlowych, hotelowych, restauracyjnych, medycznych i wielu innych.
Aby osiągnąć sukces w dziedzinie architektury wnętrz, profesjonaliści ci muszą posiadać szeroką wiedzę z zakresu projektowania, materiałów budowlanych, technologii oraz umiejętność pracy z klientami w celu zrozumienia ich potrzeb i preferencji. Architekci wnętrz często korzystają z oprogramowania do projektowania trójwymiarowego, aby wizualizować swoje pomysły i prezentować je klientom. 
Kształcenie w tej dziedzinie prowadzą akademie sztuk pięknych oraz politechniki.